# 流れ星お銀!事件解決いたします
『流れ星お銀!事件解決いたします』（ながれぼし・おぎん！じけんかいけついたします）は、2000年から2003年までTBS系で放送されたテレビドラマシリーズ。全3回。主演は高島礼子。
放送枠は「月曜ドラマスペシャル」（第1作）、「月曜ミステリー劇場」（第2作 - 第3作）。
女トラック野郎が全国各地の仕事先で殺人事件に巻き込まれ、謎を解決していく。

## キャスト

### トラックドライバー
広岡銀子
演 - 高島礼子
亡き夫・健二の残したデコトラ「銀水丸」を駆ってトラックドライバーを営んでいる。行く先々で殺人事件に巻き込まれることから「口出しのお銀」「おせっかいのお銀」と呼ばれる。
城山昴太郎
演 - 寺脇康文（第1作・第3作）
銀子の後輩のトラックドライバー。喧嘩っ早いがお人好しで銀子にベタ惚れ。かつては銀行員だったがリストラされてトラックドライバーに転職した。
熊さん
演 - 丹古母鬼馬二
城山のトラック仲間。
源さん
演 - 遠山俊也（第1作・第2作）、春海四方（第3作）
城山のトラック仲間。
八っつあん
演 - 菅田俊（第1作）、小野寺丈（第2作）、吉田智則（第3作）
城山のトラック仲間。

### その他
広岡卓也
演 - 清水修二郎
銀子の一人息子。
広岡容子
演 - 佐々木すみ江
銀子の義母。仕事で家を空けている銀子の留守を守りつつ、愛する夫を忘れられない銀子の将来を心配している。

### ゲスト
第1作「東京-気仙沼殺人ルート・積み換えられた謎の死体 子連れ女トラック野郎お銀が暴いた極悪犯人の巧妙なトリック」（2000年）
- 島袋（気仙沼港警察署 刑事） - 丸岡奨詞
- 青木（気仙沼港警察署 刑事・島袋の部下） - 東根作寿英
- 宇佐美一朗（仙港食品気仙沼支社 社員・かなえの不倫相手） - 五代高之
- 平岩かなえ（平岩の妻） - 小松みゆき
- 黒埼友一（トラックドライバー） - 新納敏正
- 平岩文男（仙港食品 社員） - 原田修一
- 涼子（市場食堂） - 春木みさよ
- 笹岡（刑事） - 日向勉
- 美容師 - 織平真由美
- 佐々木（配送係） - 岸博之
- キャバクラの店長 - NARUKO
- 警官 - 川渕良和
- 東西海洋水産 社員 - 伏見哲夫
- キャバクラの客 - 江良潤、宇納佑、俵木藤汰
- 刑事 - 羽根田陽一
- ホステス - 北沢まりあ
- 望月邦彦（東西海洋水産 社員） - 梨本謙次郎

第2作「東京〜清水殺人街道・銀子の夫の親友がトラックで焼死・保険金二億円を狙った殺人か?富士山麓を走る犯人を追え!」（2001年）
- 緒方治（新人トラックドライバー・元高校教師） - 大鶴義丹
- 腰山壮介（銀子の亡き夫の親友） - 春田純一
- 脇本由香里（看護師・腰山の愛人） - 大西結花
- 腰山静江（腰山の妻） - 山下容莉枝
- 上条佐奈江（緒方の元同僚で元婚約者） - 濱田万葉
- 曽根崎（町金） - 大河内浩
- 谷修三（静江の兄） - 深見亮介
- 町田（汐見水産 課長） - 小林すすむ
- 警官 - 佐藤太三夫
- 主婦 - 松山尚子
- 本多直紀（元保険会社社員） - 金田明夫
- 青木和代、森みつえ　ほか

第3作「小京都金沢殺人街道・利家とまつの怨念か?次々と要人が殺される!銀子が見た事件の裏の真実とは?湯けむり殺人ルートを暴け」（2003年）
- 多治見松子（利夫の元妻） - 床嶋佳子
- 汀百合香（「加賀友禅百万石織物」デザイナー） - 久野真紀子
- 大町高次（「加賀友禅百万石織物」重役） - 深水三章
- 徳富靖家（「加賀友禅百万石織物」後見人） - 大林丈史
- 織川信吾（「加賀友禅百万石織物」社長） - 森下哲夫
- 明智満昭（「加賀友禅百万石織物」専務） - 佐藤仁哉
- 大迫（金沢中央警察署 刑事） - 有福正志
- 芳野（金沢中央警察署 刑事） - 中上雅巳
- 三浦怜子（クラブホステス） - 久保内亜紀
- 織川秀子（慎吾の妻） - 姿晴香
- 前田利夫（慎吾の秘書） - 橋爪淳
- 須磨史衣 ほか

## スタッフ
- 脚本 - 樫田正剛（1）、橋本以蔵（2.3）
- 監督 - 今井和久
- 協力 - 哥麿会
- プロデューサー - 東城祐司、遠田孝一
- 製作 - TBS、MMJ

## 放送日程
| 話数 | 放送日        | サブタイトル | 脚本     | 監督     |
| ---- | ------------- | --- | -------- | -------- |
| 1    | 2000年6月19日 | 東京-気仙沼殺人ルート・積み換えられた謎の死体 子連れ女トラック野郎お銀が暴いた極悪犯人の巧妙なトリック             | 樫田正剛 | 今井和久 |
| 2    | 2001年7月16日 | 東京〜清水殺人街道・銀子の夫の親友がトラックで焼死・保険金二億円を狙った殺人か? 富士山麓を走る犯人を追え!          | 橋本以蔵 | 今井和久 |
| 3    | 2003年8月11日 | 小京都金沢殺人街道・利家とまつの怨念か?次々と要人が殺される! 銀子が見た事件の裏の真実とは?湯けむり殺人ルートを暴け | 橋本以蔵 | 今井和久 |